# Target, Allier
Target är en kommun i departementet Allier i regionen Auvergne-Rhône-Alpes i de centrala delarna av Frankrike. Kommunen ligger  i kantonen Chantelle som ligger i arrondissementet Moulins. År 2022 hade Target 247 invånare.

## Befolkningsutveckling
Antalet invånare i kommunen Target
Referens: INSEE